# Bikele
Bikele är en ort i Gabon, som utgör staden Ntoums tredje arrondissement. Den ligger i provinsen Estuaire, i den nordvästra delen av landet, 13 km öster om huvudstaden Libreville. Antalet invånare är 20 396.